# Flohrberg und Ohmsberg bei Deisel
Flohrberg und Ohmsberg bei Deisel este o arie protejată (arie specială de conservare — SAC, sit de importanță comunitară — SCI) din Germania întinsă pe o suprafață de 40,69 ha, integral pe uscat.

## Localizare
Centrul sitului Flohrberg und Ohmsberg bei Deisel este situat la coordonatele 51°35′08″N 9°23′18″E / 51.5856°N 9.3883°E.

## Înființare
Situl Flohrberg und Ohmsberg bei Deisel a fost declarat sit de importanță comunitară în aprilie 1999 pentru a proteja 5 specii de animale. Situl a fost protejat și ca arie specială de conservare în martie 2008.

## Biodiversitate
Situată în ecoregiunea continentală, aria protejată conține 1 habitat natural: Pajiști uscate seminaturale și facies de acoperire cu tufișuri pe substraturi calcaroase (Festuco-Brometalia) (* situri importante pentru orhidee).
La baza desemnării sitului se află mai multe specii protejate de  păsări (5): cuc (Cuculus canorus), capîntortură (Jynx torquilla), sfrâncioc roșiatic (Lanius collurio), gaia roșie (Milvus milvus), ciocănitoare verzuie (Picus canus).
Pe lângă speciile protejate, pe teritoriul sitului au mai fost identificate 34 de specii de plante, 1 specie de păsări, 25 de specii de nevertebrate, 1 specie de reptile.